# Pomonsaari
Pomonsaari är en ö i Finland. Den ligger i sjön Ala-Särkijärvi och i kommunen Leppävirta i den ekonomiska regionen  Varkaus ekonomiska region  och landskapet Norra Savolax, i den centrala delen av landet, 290 km nordost om huvudstaden Helsingfors. Öns area är 2,7 hektar och dess största längd är 320 meter i nord-sydlig riktning.